# Faggete dei bassopiani inglesi
Le faggete dei bassopiani inglesi sono un'ecoregione dell'ecozona paleartica, definita dal WWF (codice ecoregione: PA0421), che si estende attraverso la regione sud-orientale dell'Inghilterra.

## Territorio
L'ecoregione delle faggete di bassopiani inglesi è delimitata a sud dal canale della Manica, a est dal mare del Nord, a nord-est dalla contea di Norfolk, a nord dalle Midlands, a nord-ovest dalla valle del fiume Severn e a ovest dal Galles meridionale e dal Devonshire. Dal punto di vista ecologico, confina su tutti i lati terrestri (a nord e a ovest) con le foreste di latifoglie celtiche, un'ecoregione caratterizzata da livelli di precipitazioni più alti di quelli dei bassopiani inglesi. La maggior parte di questa ecoregione giace su colline calcaree, su cui crescono alberi di sorbo montano (Sorbus aria) minacciati dall'estrazione mineraria. Sulle pianure si sviluppano boschi di faggio (Fagus spp.) e di tasso (Taxus spp.), presenti con tutta una gamma di differenti tipi di vegetazione che riflettono le differenze pedologiche e topografiche.

## Flora
La United Kingdom National Vegetation Classification riconosce tre distinte comunità vegetali entro i confini di questa ecoregione:
- boschi di Fagus sylvatica-Rubus fruticosus (su suoli mesotrofici);
- boschi di Fagus sylvatica-Mercurialis perennis (su suoli caratterizzati da un pH elevato);
- boschi di Fagus sylvatica-Deschampsia flexuosa (su suoli caratterizzati da un pH basso).

Generalmente le foreste sono più fresche della campagna circostante e il loro suolo è quasi perennemente all'ombra, perfino in estate, a causa della fitta copertura creata dalle chiome dei faggi. L'associazione F. sylvatica-M. perennis costituisce circa il 40% delle faggete del Regno Unito, quella F. sylvatica-R. fruticosus circa il 45% e quella F. sylvatica-D. flexuosa il restante 15%. Nella valle del Tamigi e in altre zone ripariali si trovano alcune foreste di ontano nero (Alnus glutinosa). Gli estuari e i prati allagati lungo i corsi d'acqua offrono opportunità uniche ad altre comunità di piante specialiste. Tra le orchidee qui presenti è degna di nota la minacciata cefalantera rossa (Cephalanthera rubra), che nel Regno Unito si trova solamente in tre aree limitate, tutte quante situate entro i confini di questa ecoregione. La nido d'uccello (Neottia nidus-avis) si trova specialmente nelle foreste ombrose, su suoli caratterizzati da pH elevato. Tra i muschi, è presente in queste faggete il raro Zygodon forsteri, presente anche in altre zone europee, ma poco comune anche sul continente. Tra i funghi, specie rare sono il porcino malefico (Boletus satanas) e lo steccherino dorato (Hydnum repandum).

## Fauna
La maggior parte delle specie animali qui presenti è diffusa anche sul continente europeo; nell'ecoregione sono state censite 245 specie di vertebrati. Tra i mammiferi ricordiamo il tasso (Meles meles), la lontra (lutra lutra), lo scoiattolo comune (Sciurus vulgaris), il riccio europeo (Erinaceus europaeus), la lepre europea (Lepus europaeus), l'ermellino (Mustela erminea) e la puzzola (M. putorius). È presente anche il barbastello (Barbastella barbastellus), pipistrello classificato tra le specie «prossime alla minaccia» (Near Threatened) dalla IUCN. Altri piccoli mammiferi presenti sono il topo selvatico collo giallo (Apodemus flavicollis), il topo selvatico (A. sylvaticus), l'arvicola acquatica (Arvicola amphibius), il toporagno comune (Sorex araneus) e il vespertilio di Natterer (Myotis nattereri).
Tra gli anfibi sono presenti il rospo comune (Bufo bufo), la rana montana (Rana temporaria), il rospo calamita (Epidalea calamita), il tritone crestato (Triturus cristatus), il tritone palmato (Lissotriton helveticus) e il tritone punteggiato (L. vulgaris).
Tra i rettili ricordiamo la lucertola vivipara (Zootoca vivipara), ampiamente diffusa attraverso tutta l'Eurasia, la lucertola agile (Lacerta agilis), la biscia dal collare barrata (Natrix helvetica), il colubro liscio (Coronella austriaca) e l'orbettino (Anguis fragilis), uno degli squamati europei più diffusi.

## Popolazione
La regione delle faggete dei bassopiani inglesi, localizzata nel sud-est dell'Inghilterra, è una delle aree più densamente popolate del Regno Unito e dell'intera Europa occidentale. Gran parte dell'ecoregione ricade infatti nell'area metropolitana di Londra e nei suoi sobborghi, oltre a comprendere importanti centri urbani come Oxford, Reading, Southampton, Brighton, Portsmouth, Guildford, Canterbury e numerose altre città e cittadine. In quest'area risiedono decine di milioni di persone: solo la Greater London supera gli 8 milioni di abitanti, e la popolazione totale dell'Inghilterra sud-orientale supera facilmente i 20 milioni di residenti.
Storicamente, la densità di popolazione e la pressione insediativa hanno determinato la forte frammentazione degli ambienti naturali: le foreste di faggio sopravvivono soprattutto in aree protette, riserve naturali, parchi nazionali e grandi tenute storiche, spesso circondate da paesaggi rurali intensamente coltivati, villaggi e sobborghi suburbani. Tuttavia, i boschi di faggio e le formazioni forestali associate rappresentano ancora un elemento paesaggistico e culturale di grande importanza, sia per la biodiversità che per il valore ricreativo, storico e identitario.
La maggior parte degli insediamenti umani è di tipo urbano o suburbano, ma nelle aree rurali sopravvivono numerosi villaggi storici, cittadine di mercato e piccoli centri dediti a un'agricoltura altamente meccanizzata. L'agricoltura e l'allevamento, accanto alle attività industriali, ai servizi e alle infrastrutture di trasporto, hanno contribuito in modo significativo alla trasformazione del territorio. Le foreste residue sono spesso oggetto di gestione attiva, sia per fini conservazionistici che ricreativi.
La presenza di una popolazione così numerosa e concentrata costituisce una sfida costante per la conservazione degli habitat forestali originari: le principali minacce derivano dall'espansione urbana, dalla frammentazione degli habitat, dall'inquinamento, dalla pressione ricreativa e dall'introduzione di specie aliene. Tuttavia, proprio l'elevata sensibilità e il valore attribuito a questi boschi hanno portato all'istituzione di numerosi siti protetti, alla creazione di sentieri e percorsi per l'escursionismo, nonché a una diffusa consapevolezza ambientale nelle comunità locali e nei governi regionali.

## Conservazione

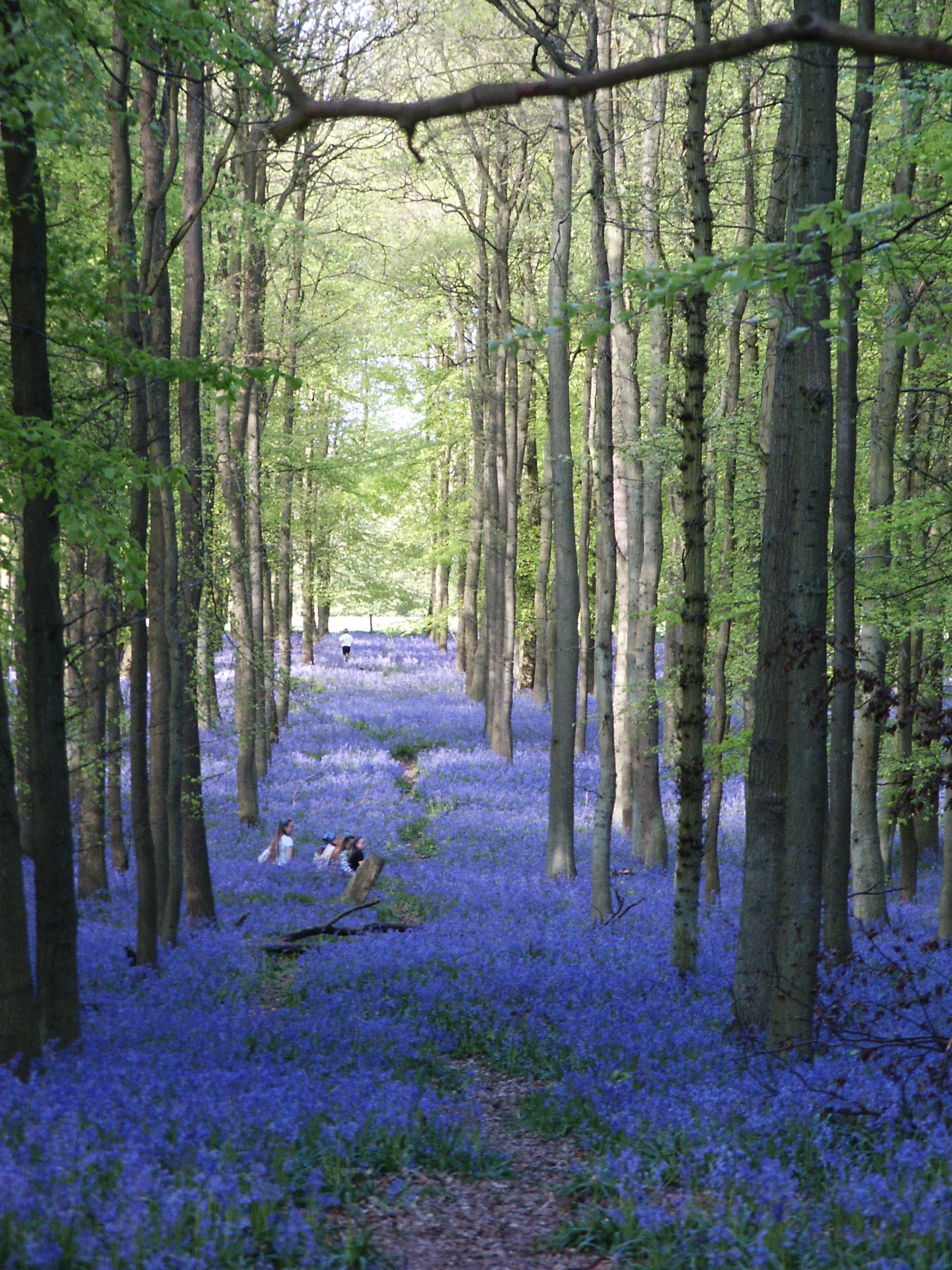
Distesa di Hyacinthoides non-scripta nei pressi di Ivinghoe Beacon nei primi giorni di maggio

La distruzione dell'habitat naturale è la principale minaccia per questa ecoregione, mentre l'inquinamento dell'aria potrebbe causare un declino degli alberi di faggio, incrementando la loro suscettibilità alle malattie. L'inquinamento può inoltre danneggiare le popolazioni di epifite. Un'ulteriore minaccia è costituita dalle specie introdotte che stanno rimpiazzando le piante native come il faggio e il tasso. Altre minacce sono l'agricoltura intensiva e la frammentazione dell'habitat.